# 185164 Ingeburgherz
185164 Ingeburgherz è un asteroide della fascia principale. Scoperto nel 2006, presenta un'orbita caratterizzata da un semiasse maggiore pari a 2,7656469 UA e da un'eccentricità di 0,1701994, inclinata di 4,62019° rispetto all'eclittica.